# Christian (cantante)
Christian, pseudonimo di Gaetano Cristiano Vincenzo Rossi (Palermo, 8 settembre 1947), è un cantante italiano.

## Biografia

### Carriera calcistica
Nato a Boccadifalco (frazione di Palermo), inizia a giocare a calcio fino alla categoria De Martino del Palermo, nel ruolo di terzino, senza esordire. In seguito ceduto al Mantova, interrompe prematuramente la sua carriera calcistica a causa di un'aritmia cardiaca.

### Carriera musicale
Fin da giovane si dilettava a cantare per passione insieme alla sorella, con la quale ben presto decide di fare coppia ed esibirsi in piccoli locali notturni della Sicilia e di Milano, dove il padre, poliziotto, si era trasferito con la famiglia per lavoro. Inizia nel capoluogo lombardo a fare alcuni provini canori, poi partecipa al concorso Voci Nuove di Milano, durante il quale incontra il noto autore televisivo e paroliere Leo Chiosso, autore tra l'altro di molti testi per Mina, Fred Buscaglione, Johnny Dorelli etc., il quale gli affida un pezzo già scritto per Mina, e la cui vittoria gli regala il suo primo contratto discografico. Sceglie come pseudonimo Christian, da un'idea di Mina.
Nel 1970 con il brano Firmamento vince il Festivalbar nella Sezione dei giovani (denominata Serie Verde), evento che gli consente di entrare a pieno titolo nel mondo dello spettacolo e della musica. Su proposta di Tony Cucchiara partecipa al musical Caino e Abele, interpretando il ruolo di Abele, rappresentazione che lo porterà ad esibirsi nei maggiori teatri italiani e che gli aprirà la strada come attore protagonista in seguitissimi fotoromanzi. Ma sarà Daniela, una tra le sue più famose canzoni, che presto scala le classifiche italiane, europee e americane e contribuisce ad una sua prima popolarità.
È uno dei primi artisti ad esibirsi in Vaticano al cospetto di Giovanni Paolo II, avvenuto l'11 settembre 1980: la notorietà dell'episodio gli vale per qualche tempo il soprannome di "Cantante del Papa".
Altri successi sono legati a ben sei partecipazioni al Festival di Sanremo: Un'altra vita un altro amore (accreditato non ufficialmente al 5º posto) (1982), Abbracciami amore mio (17º posto) (1983), Cara (1984) (canzone classificata al 3º posto), Notte serena (1985) (5º posto), Aria e musica (10º posto) (1987) e Amore (1990), che è stata un successo anche in Finlandia nella versione cantata in lingua locale da Arja Koriseva.
In questi anni autori come Balducci, Lauzi, Mogol, Malgioglio e Maurizio Fabrizio firmano canzoni per lui, successi pubblicati sotto le etichette Polygram e Ricordi. Le sue tournée raggiungono l'Australia, la Jugoslavia, il SudAfrica, la Grecia e l'America, su palchi prestigiosi come il Madison Square Garden di New York.
Nel 1986 Christian sposa la show girl Dora Moroni, da cui l'anno dopo ha un figlio di nome Alfredo; si separeranno nel 1997. Negli anni 2000 torna alla musica con gli album Cuore in viaggio (2000), Finalmente l'alba (2004) e Per amore (2007), in cui alterna vecchi successi a nuovi brani.
Nel 2001 partecipa alla trasmissione La notte vola, gara musicale tra i brani più famosi degli anni ottanta, nella quale presenta Daniela ed arriva in semifinale. Nel 2015 pubblica l'album The Best Of e si esibisce in tour con l'ex moglie. Nell'agosto del 2017, Christian incide Paradiso e Inferno in coppia con Dora Moroni, che racconta della convulsa e travagliata storia d'amore vissuta in precedenza.

## Nella cultura di massa
Viene citato nella sedicesima puntata della terza stagione di Casa Vianello, intitolata Festival, nella quale Raimondo, dopo aver letto il testo di una canzone d'amore composta da Sandra, le dice: «Tu hai scritto due rime da quattro soldi che si rifiuterebbe di cantare perfino Christian!».

## Partecipazioni al Festival di Sanremo
| Anno e Categoria     | Brani                        | Piazzamento |
| -------------------- | ---------------------------- | ----------- |
| Sanremo Artisti 1982 | Un'altra vita un altro amore | 5º          |
| Sanremo Artisti 1983 | Abbracciami amore mio        | 17º         |
| Sanremo Artisti 1984 | Cara                         | 3º          |
| Sanremo Artisti 1985 | Notte serena                 | 5º          |
| Sanremo Artisti 1987 | Aria e musica                | 10º         |
| Sanremo Artisti 1990 | Amore                        | 20          |

## Discografia

### Album in studio
- 1977 – Piccola incosciente
- 1982 – Un'altra vita un altro amore
- 1983 – Christian
- 1984 – Cara
- 1985 – Sere
- 1986 – Insieme
- 1987 – Quando l'amore...
- 1988 – Guardando il cielo
- 1990 – Se non è amore...deve essere amore
- 1990 – Canzoni di Natale (musicassetta promo in allegato a Gente)
- 1991 – L'amore è una cosa meravigliosa
- 1991 – Le canzoni degli innamorati (musicassetta promo in allegato a Gente)
- 1991 – Canzoni per Natale (musicassetta promo per Gente)
- 1992 – Un cielo in più ed altri successi
- 1993 – Christian 1993 (musicassetta promo in allegato a Gente)
- 1995 – Parlami (con la partecipazione di Dora Moroni nel brano Chi siamo noi)
- 1996 – Angeli senza paradiso
- 1997 – Daniela (raccolta di successi)
- 2000 – Cuore in viaggio
- 2004 – Finalmente l'alba
- 2007 – Per amore
- 2010 – I suoi grandi successi
- 2011 – Cara mamma
- 2011 – Best
- 2015 – The Best Of

### Singoli
- 1966 – L'amore di una sola estate/Tutto finirà
- 1967 – Ora sei con me/C'è tanto mare
- 1968 – Tutte meno te/Una così così
- 1968 – Ti voglio tanto bene/Hai ragione tu
- 1969 – Oro e argento/Tra di noi
- 1969 – Amore vero, amore amaro/Guardando gli occhi tuoi
- 1969 – Amore vero, amore amaro/Sayonara
- 1970 – Firmamento/Amo
- 1971 – Come mai/Dai vieni con noi
- 1971 – Adesso che ti guardo non sei più tu/Io ti amo tu mi ami
- 1974 – Giochi d'amore/Sole nero
- 1975 – Sto con lei/Dormici sopra
- 1976 – Dolce donna/Non so dir ti voglio bene
- 1976 – Piccola Incosciente/Ma ci pensi tu
- 1977 – Che sventola/Non dimenticar
- 1978 – Parlami di lei/Colpo d'amore
- 1979 – Santa Caterina/Vangelo
- 1980 – Adesso amiamoci/Scusa
- 1980 – Daniela/Non voglio perderti
- 1982 – Un'altra vita un altro amore/Com'eri bella tu
- 1983 – Abbracciami amore mio/Volare via
- 1983 – Nostalgia/Solo tu
- 1984 – Cara/Un giorno in più
- 1984 – Se te ne vai/Solo tu
- 1985 – Notte serena/Fra poco il sole è là
- 1985 – Insieme/Calypso Melody
- 1987 – Aria e musica/Noi non cambieremo mai
- 1987 – Quando l'amore se ne va
- 1988 – Rimini
- 1989 – Bikini/E vola via l'età
- 1990 – Amore/Una speranza
- 1991 – L'amore è una cosa meravigliosa
- 1992 – Un cielo in più
- 1993 – Il mondo
- 1995 – Chi siamo noi/Parlami
- 1996 – Angeli senza Paradiso
- 2000 – Vorrei
- 2004 – Tu vita mia
- 2007 – Per sempre
- 2011 – Per amore morirei
- 2016 – Siamo solo uomini
- 2017 – Paradiso e inferno (con Dora Moroni)